# Tricot machine
Tricot machine  est un groupe de musique québécois (canadien) originaire de Trois-Rivières. Il est formé de Catherine Leduc et Matthieu Beaumont.

## Historique
Tricot machine voit le jour à la fin de l’année 2005. Le couple Catherine Leduc et Matthieu Beaumont commence à élaborer un petit projet musical. Le duo fait appel à Daniel, le grand frère de Matthieu, pour écrire les paroles. Ce n’est qu’à l’été 2005 que le projet prend vie. Ainsi, un piano et deux voix suffiront pour donner le ton à une première démo de 9 chansons distribuée aux amis et à la famille proche du groupe.
Par l’entremise d’un ami, c’est cette même démo qui se rendra jusqu’aux mains de celui qui réalisera le premier album du duo, David Brunet. Un an plus tard, en mars 2007, l’album éponyme de Tricot machine est lancé sous l’étiquette Grosse Boîte.
Le 18 novembre 2008, le groupe lance un album-livre de Noël intitulé Tricot Machine chante et raconte 25 décembre.
Entre 2012 et 2013, Catherine Leduc décide de faire carrière solo.

## Vidéographie

### Vidéoclips
- L'Ours
- Un monstre sous mon lit
- Les Peaux de lièvres
- Pas fait en chocolat
- Les Oreillons
- Combien de Noël
- Défier les rites

## Prix et nominations
- 2007 : Lauréat du prix Félix Révélation de l'année.